# Sutthausen
Sutthausen ist ein Stadtteil von Osnabrück mit 4.643 Einwohnern (12/2022), die sich auf 4,42 km² Fläche verteilen. Er liegt im Süden der Stadt nahe dem Teutoburger Wald und entstand aus den beiden Gutshöfen Gut Sutthausen und Gut Wulften. In Sutthausen sind die ev.-luth. Apostelkirche und die kath. Kirche  „Maria Königin des Friedens“ zu finden.

## Historisches
Sutthausen war bis zur Eingemeindung nach Osnabrück am 7. März 1970 Teil der Gemeinde Holzhausen. Der Ortsteil Alt-Holzhausen gehört heute zu Georgsmarienhütte.

### Gut Sutthausen

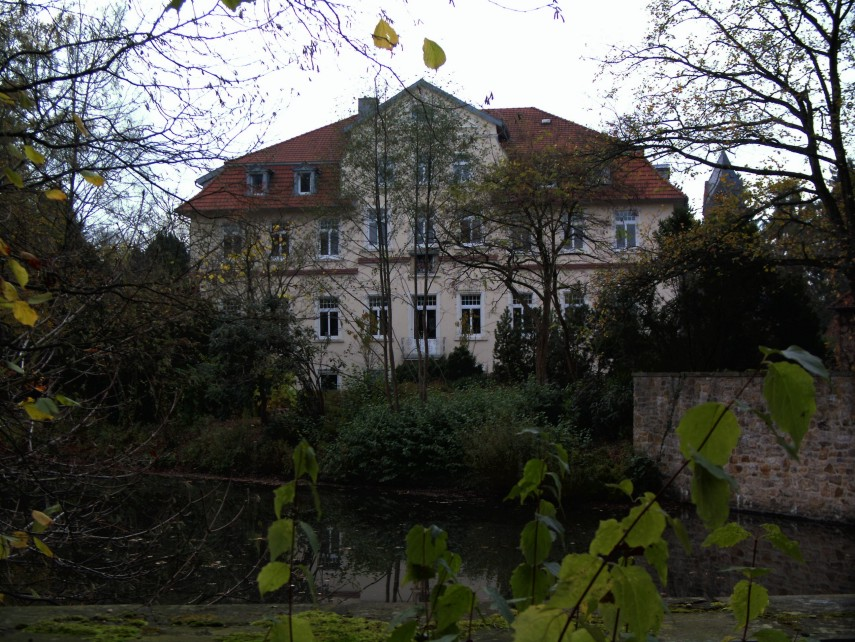
Gut Sutthausen

Das Gut Sutthausen wurde im Jahr 1282 das erste Mal urkundlich erwähnt. Damaliger Besitzer war der Knappe Johann von Sutthausen. Der Name entstand aus der südlichen Lage von Osnabrück. Die Speisung der Schlossgräben erfolgt über die Düte, ein nahegelegener kleiner Flusslauf. Im Laufe der Jahrhunderte wechselten die Besitzer des Schlosses und 1935 ging es in den Besitz der Thuiner Schwestern des Franziskanerordens über. Sie gründeten die „Berufsfachschule am Marienheim“ mit den Fachgebieten Hauswirtschaft, Kinderpflege, Sozialpflege und Sozialassistent/in. Die Trägerschaft der Schule ging 2018 auf die Schulstiftung des Bistums Osnabrück über.
Zu dem Anwesen gehören die 1893 erbaute Schlosskapelle und die Mühle aus dem Jahr 1589. Das Gelände ist von einem weitläufigen Park mit Teichen umgeben. Beim Gut Sutthausen teilt sich die Düte in zwei Arme. Der westliche Arm bildet die westliche Parkgrenze, der östliche speist die Gutsteiche, treibt die Wassermühle an und trennt das Gutshaus von der Kirche.

### Gut Wulften

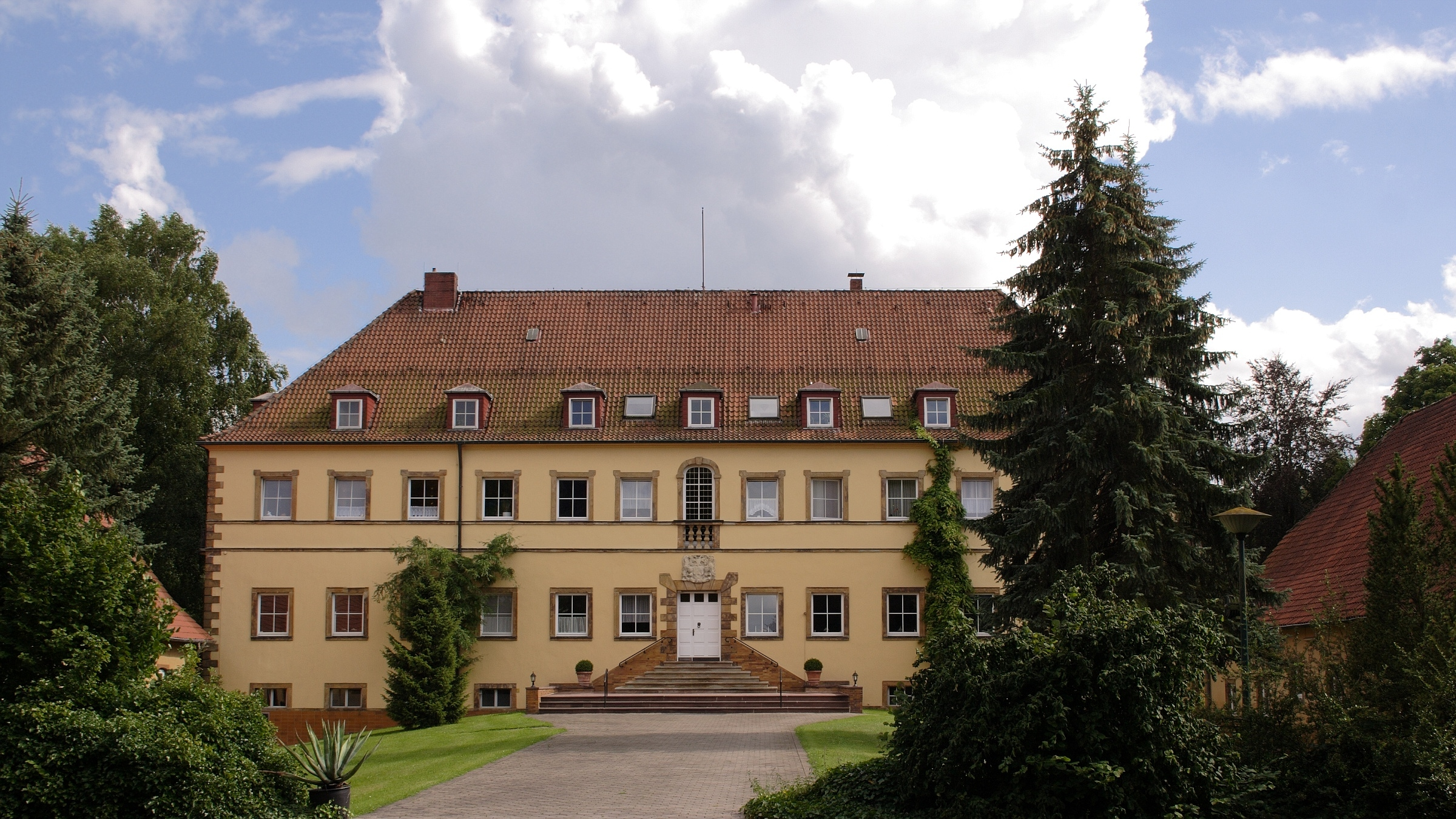
Schloss Gut Wulften

Die erste urkundliche Erwähnung des Gutes Wulften ist aus dem Jahr 1147. Zu dieser Zeit war es wahrscheinlich der Sitz
des Osnabrücker Geschlechtes Wulvena. Nach häufigem Besitzerwechsel wurde das Schloss 1929 von der Stadt Osnabrück
gekauft. Das heutige Schloss wurde von 1682 bis 1684 wahrscheinlich durch den gleichen italienischen Architekten wie das Osnabrücker Schloss erbaut. Bis 1936 war dort die einklassige katholische Schule untergebracht. Nach den starken Beschädigungen durch den Zweiten Weltkrieg verfiel das Schloss und wurde 1962 von dem Kaufmann Emil Krone wieder aufgebaut und renoviert. Heute umfasst das Gebäude 20 Wohnungen und ein Geschäft für englische Antiquitäten.

### Wulfter Turm

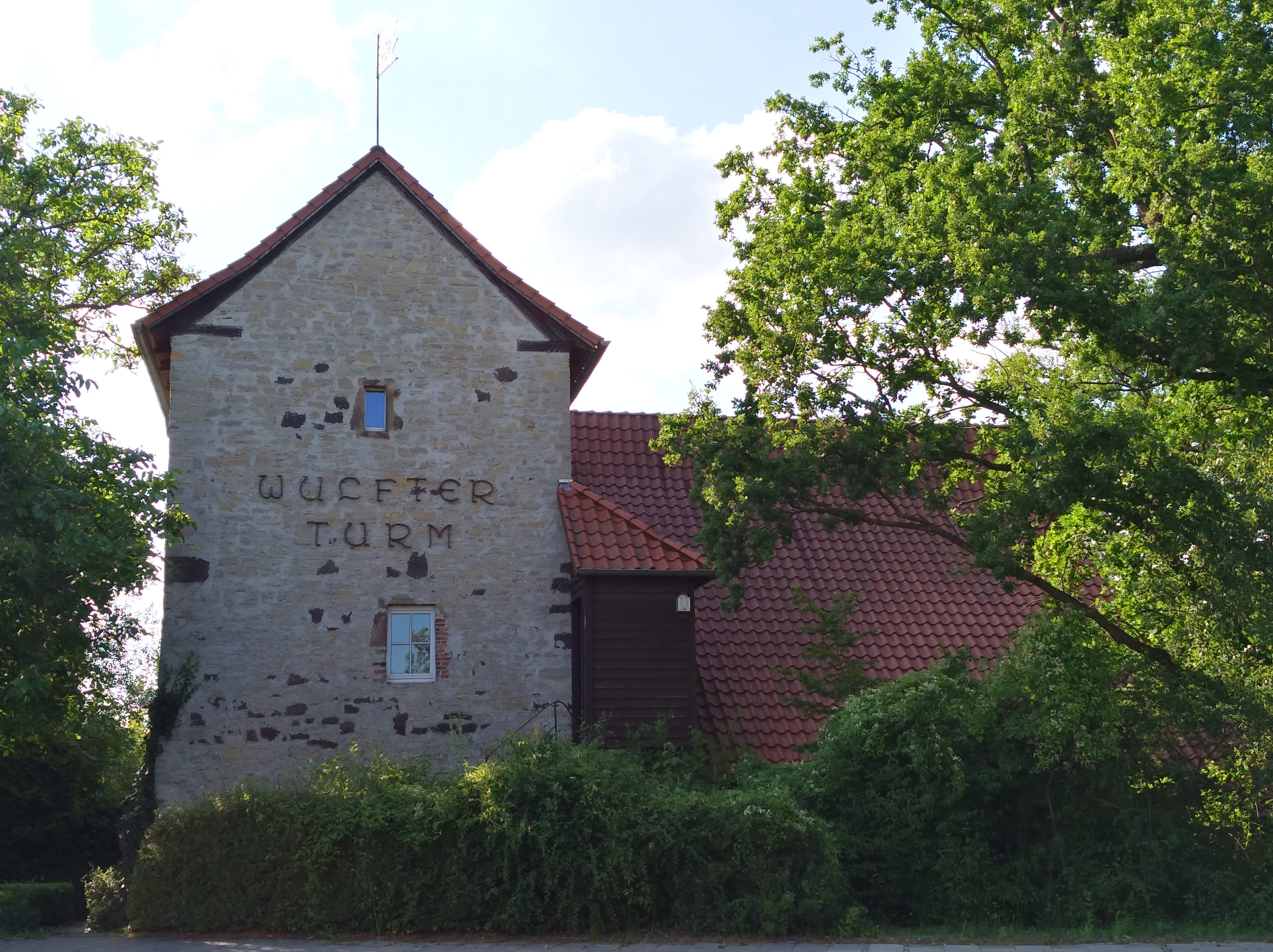
Wulfter Turm im Jahr 2020

Der Wulfter Turm entstand um 1300 während der Errichtung der Osnabrücker Landwehr. Es ist der letzte erhaltene Wartturm in Osnabrück. Ein Teil der Osnabrücker Landwehr mit Wällen und Gräben ist noch in der Umgebung des Turms zu erkennen.

## Verkehr
Der Haltepunkt Osnabrück-Sutthausen liegt an der Bahnstrecke Brackwede–Osnabrück, auf der im Stundentakt die Regionalbahnlinie RB 75 „Haller Willem“ zwischen Osnabrück und Bielefeld verkehrt. Diese Linie wird von der NordWestBahn mit Talent-Dieseltriebwagen betrieben. Eine Stadtbuslinie verbindet Sutthausen mit dem Zentrum von Osnabrück.
Ferner verfügt Sutthausen über eine eigene Autobahnanschlussstelle an der Bundesautobahn A30/E30.